# Национална библиотека Русије
Национална библиотека Русије (рус. Российская национальная библиотека) национална је библиотека Русије која се налази у Санкт Петербургу. Била је позната као Јавна државна библиотека Михаил Салтјаков-Шчедрин од 1932. до 1992. године у време Совјетског Савеза. Представља најстарију војну библиотеку у Русији. Националну библиотеку Русије не треба мешати са Државном библиотеком Русије у Москви.
Царску градску библиотеку основала је Катарина Велика 1795. године, чија је приватна колекција укључивала Волтера и Дидроа.
Камен темељац за јавну библиотеку је дошао из Уније Пољске и Литваније у облику 420.000 свезака украдених од стране Руса из библиотеке Залиски у време поделе Пољске. Део тих књига, око 55.000 њих, враћен је у Пољску 1921. године за време Руског СФСР-а.
Првих пет година од оснивања, библиотеку је водио Француз Мари Габријел Флорен Август де Шосел Гојфер. Елегантну главну зграду у Невском проспекту пројектовао је архитекта Јегор Соколов 1796–1801. године у неокласицистичком стилу. Неколико додатака додато је током следећег века, поглавично готичка градска скупштина 1857. године. Библиотека поседује 36.475.000 предмета од чега 15.000.000 књига.